# Silvio Gesell
Silvio Gesell, född 17 mars 1862 i St. Vith i Belgien, död 11 mars 1930 i Oranienburg i Brandenburg, var en tysk ekonom, individualanarkist, mutualist och författare till ett stort antal skrifter, däribland Die Naturliche Wirtschaftsordnung (1916) där räntefri ekonomi behandlas.

## Förslag på penningsystem
Gesell förespråkade ett system med så kallad demurrage på pengar istället för vanlig beskattning och ränta. Demurrage betyder att pengarnas värde minskas enligt en förutbestämd tabell, alternativt att man regelbundet måste lägga till något till sedlarna, till exempel ett frimärke av bestämd valör, för att de skall vara giltiga. Gesell ville alltså att pengarna skulle ha ett bäst före datum. Efter datumet blev pengarna värdelösa om de inte använts i tid, eller aktiverats igen med exempelvis frimärken.
Det som fick Gesell på dessa tankar var bland annat att han såg det som väldigt viktigt för ekonomin och välståndet att pengarna spenderades så fort som möjligt. Det han utgick ifrån var kvantitetsteorin om pengar, MV = PT. Om pengarnas omloppshastighet (V) kunde snabbas på så skulle konsumtionen (T) och därmed välståndet öka, var tanken.
Denna idé togs sedan upp av den så kallade Stamp Scrip-rörelsen i USA under 1930-talet liksom den lilla österrikiska staden Wörgl och några andra europeiska städer. Flera nutida penningreformister har sökt återuppliva arvet efter Gesell och argumenterat för att systemet borde ersätta dagens penningsystem, däribland Margrit Kennedy och Stephen C. Clark. Troligtvis var det denna idé som Keynes hade i åtanke när han i en av sina böcker hävdade att eftervärlden troligtvis skulle lära mer av Gesell än av Marx.

## Övrigt
Silvio Gesell deltog tillsammans med Gustav Landauer i den korta rådsrepubliken i München 1919.